# مدی اویل ۲
«مدی اویل ۲» (انگلیسی: MediEvil 2) یک بازی ویدئویی در سبک سکوبازی است که توسط سونی اینتراکتیو انترتینمنت و در سال ۲۰۰۰ و در پلت‌فرم پلی‌استیشن منتشر شده‌است.

## داستان
داستان بازی در سال ۱۸۸۶ و ۵۰۰ سال پس از نبرد سر دنیل فورتسکیو با جادوگر شرور زاروک در بازی قبلی اتفاق می‌افتد. در کنزینگتون، لرد پالتورن - یک صنعتگر ثروتمند و جادوگر - کتاب طلسم زاروک را کشف می‌کند و طلسم احیای مردگان را بر روی شهر لندن اجرا می‌کند. اما صفحات کتاب در سراسر لندن پراکنده می‌شوند و پالتورن ظاهری شیطانی پیدا می‌کند. این طلسم باعث احیای دوباره دنی می‌شود که جسدش در موزه‌ای نزدیک به نمایش گذاشته شده بود.
دنی توسط پروفسور همیلتون کیفت و دستیار روح‌مانندش وینستون چپلمونت (که اشاره‌ای به وینستون چرچیل دارد) استخدام می‌شود تا صفحات کتاب طلسم را جمع‌آوری کرده و نقشه‌های پالتورن را خنثی کند. در این راه، آن‌ها با پرنسس مومیایی‌شده باستانی به نام کیا همراه می‌شوند که دنی عاشق او می‌شود.
وقتی کیا به تنهایی به وایت‌چپل می‌رود تا اختلالات روانی آنجا را بررسی کند، توسط جک قاتل کشته می‌شود. دنی که قلبش شکسته، مأموریت مقابل پالتورن را رها کرده و به فاضلاب‌های لندن پناه می‌برد. در آنجا با گروه مولاکس مواجه می‌شود که مجسمه‌ای از دنی را پرستش می‌کنند و ماشین زمانی را کشف می‌کند که کیفت سال‌ها قبل ساخته بود. دنی با جمع‌آوری قطعات و تعمیر ماشین زمان، به گذشته سفر می‌کند تا جک را شکست داده و کیا را نجات دهد. جک از دنی التماس می‌کند که جانش را ببخشد، اما دنی بی‌رحمانه او را به ضرب گلوله می‌کشد.
دنی سپس با نسخه گذشته خود ادغام می‌شود تا "زره طلایی" قدرتمند را به دست آورد و به نبرد بازمی‌گردد. او صفحات نهایی را جمع‌آوری کرده و با پالتورن روبرو می‌شود. پالتورن آخرین صفحه را از دنی می‌دزدد و به او پیشنهاد می‌دهد به او بپیوندد، اما دنی با گفتن "من هرگز به تو نمی‌پیوندم!" امتناع می‌کند. پالتورن سپس دو دستیارش، ماندِر و داگ‌مَن را مأمور متوقف کردن دنی می‌کند، اما هر دو کشته می‌شوند.
پالتورن از صفحات برای احضار یک شیطان آبی بزرگ استفاده می‌کند، اما دنی موفق می‌شود شیطان را علیه پالتورن برگرداند و هر دو را نابود کند. پالتورن در آخرین لحظات یک بمب ساعتی را رها می‌کند تا دنی را بکشد که در این حین لانه‌اش را نیز نابود می‌کند. دنی فرار می‌کند و تصمیم می‌گیرد به کیا در زندگی پس از مرگ بپیوندد و هر دو به آرامش ابدی بازمی‌گردند. اگر بازیکن تمام جام‌ها را جمع‌آوری کرده باشد، دنی و کیا با ماشین زمان به پایان بازی اول سفر می‌کنند و با پالتورنی روبرو می‌شوند که شکلی شبیه به هیولای زاروک به خود گرفته است.